# Schiffweiler
Schiffweiler is een gemeente in de Duitse deelstaat Saarland, en maakt deel uit van de Landkreis Neunkirchen.
Schiffweiler telt 15.628 inwoners.
Eppelborn ·
Illingen ·
Merchweiler ·
Neunkirchen ·
Ottweiler ·
Schiffweiler ·
Spiesen-Elversberg